# Wo die Zitronen blühen
Wo die Zitronen blühen (Originaltitel: Wo die Citronen blüh'n!; Svenska: Där citronerna blommor), op. 364, är en vals av Johann Strauss den yngre. Den spelades första gången den 9 maj 1874 i Teatro Regio di Torini i Turin i Italien. 

## Historia
Den 1 maj 1874 (endast en månad efter den framgångsrika premiären av operetten Läderlappen på Theater an der Wien) lämnade Johann Strauss Wien för att ge tjugoen konserter runtom i Italien. Med sig hade han Langenbach-orkestern från Tyskland, då brodern Eduard Strauss ledde Capelle Strauss hemma i Wien. Åtagandet var inte helt riskfritt med tanke på att Österrike 1866 hade gått i krig mot Italien i det Tyska enhetskriget. 
Den 9 maj dirigerade Strauss det första framförandet av sin specialkomponerade vals Bella Italia, som döptes om till Wo die Citronen blüh'n! när den spelades i Wien den 10 juni. Den nya titeln var ett citat från en dikt hämtat i Goethes utvecklingsroman Wilhelm Meisters läroår; "Kennst du das Land wo die Citronen blüh'n?"

### Versionen för sång och orkester
När teatersäsongen gick mot sitt slut i början av juni 1874 gav Theater an der Wien en i all hast sammansatt konsert med brottstycken ur repertoaren med titeln Erinnerungen an bessere Zeiten (Minnen av bättre tider). Teaterdirektören, den populära sångerskan Marie Geistinger (1836-1903), uppträdde i flera roller och konserten blev en stor framgång hos publiken. Uppmuntrad av responsen försökte Marie Geistinger att öka sin egen roll och beordrade teaterns kapellmästare, Richard Genée, att skriva en text till Strauss vals Wo die Zitronen blühen och förbered ett vokalt arrangemang av stycket. Genée skrev klart verket den 18 juni 1874 och den 27 juni infogades det i konserten för första gången. Marie Geistingers virtuosa framförande av sången möttes av stormande applåder. Recensenten i Fremden-Blatt skrev den 28 juni: "Valsens team är framförd med den yttersta genialitet och den lyriska tonen, vilken behandlas med ljuvlig delikatess, dominerar verkets utformning. Verket, som Fräulein Geistinger sjöng mycket smakfullt och med särskild betoning på koloraturpassagerna, mottogs mycket entusiastiskt och applåderna dog inte ut förrän artisten tog om en del av valsen". I början av juli 1874 publicerades Genées arrangemang av valsen för röst och piano. Den blev snabbt populär hos Wiens många gatusångare.

## Om valsen
Speltiden är ca 9 minuter och 23 sekunder för orkesterversionen och ca 6 minuter och 10 sekunder för sångversionen plus minus några sekunder beroende på dirigentens musikaliska tolkning.
Valsen består av en inledning följd av tre stycken två-delade valssektioner och en avslutning (coda). Tidigare hade hans valser varit stöpta i formatet fem stycken två-delade sektioner.

## Nyårskonserten i Wien
Valsen spelades i Nyårskonserten i Wien följande år:
- 1951 – Clemens Krauss
- 1960 – Willi Boskovsky
- 1965 – Willi Boskovsky
- 1972 – Willi Boskovsky
- 1983 – Lorin Maazel
- 1988 – Claudio Abbado
- 1993 – Riccardo Muti
- 2007 – Zubin Mehta
- 2013 – Franz Welser-Möst
- 2020 – Andris Nelsons

## Weblänkar
- Wo die Zitronen blühen (Orkesterversionen) i Naxos-utgåvan.
- Wo die Zitronen blühen (Sångversionen) i Naxos-utgåvan.